# Rezerwat przyrody Bartosze
Rezerwat przyrody Bartosze (do 2018 roku Ostoja Bobrów Bartosze) – leśny rezerwat przyrody położony w województwie warmińsko-mazurskim w gminie Ełk, w nadleśnictwie Ełk.
Został powołany zarządzeniem Ministra Leśnictwa i Przemysłu Drzewnego z dnia 30 czerwca 1964 roku (M.P. z 1964 r. nr 45, poz. 220) pod nazwą „Ostoja Bobrów Bartosze” w celu ochrony stanowisk bobra europejskiego, które znajduje się bagnistym brzegu jeziora Szarek.
Zajmuje powierzchnię 190,15 ha (akt powołujący podawał 190,17 ha).
Teren rezerwatu w większości porastają trudno dostępne podmokłe lasy w typie lasu mieszanego bagiennego, lasu wilgotnego, lasu mieszanego świeżego, lasu świeżego i olsu.
Ponieważ z biegiem lat populacja bobrów w Polsce silnie się rozrosła, stwierdzono, że ochrona rezerwatowa tego gatunku nie jest już konieczna, uznano jednak za zasadne dalszą ochronę obiektu. Zarządzenie Regionalnego Dyrektora Ochrony Środowiska w Olsztynie z dnia 10 stycznia 2018 roku zmieniło typ rezerwatu z faunistycznego na leśny, zaś jako nowy cel ochrony podano: „zachowanie i ochronę procesów ekologicznych w siedliskach bagiennych”; zarządzeniem tym zmieniono także nazwę rezerwatu na „Bartosze”.